# Spilosoma felderi
Spilosoma felderi är en fjärilsart som beskrevs av Rothschild 1910. Spilosoma felderi ingår i släktet Spilosoma och familjen björnspinnare. Inga underarter finns listade i Catalogue of Life.